# Käthe Lettner
Katharina "Käthe" Lettner (* 13. Dezember 1906 in Bad Ischl; † 21. Januar 1982 in Salzburg) war eine österreichische Skirennläuferin.

## Biographie
Lettners Vater Rudolf war Skipionier und so kam sie bereits als Kind mit dem Skisport in Berührung.
Bei den ersten österreichischen Alpinen Skimeisterschaften gewann Lettner 1928 die Silbermedaille in der Abfahrt. 1932 nahm sie erstmals an Alpinen Skiweltmeisterschaften teil. Bei den Wettkämpfen in Cortina d’Ampezzo belegte sie als beste Platzierung Rang 24 im Slalom. Ihr bestes Ergebnis bei einem internationalen Großereignis erreichte sie im darauffolgenden Jahr in Innsbruck mit dem 13. Platz im Slalom.
1936 nahm Lettner an den Olympischen Winterspielen in Garmisch-Partenkirchen teil. In der Kombination belegte sie den 20. Platz. Dies war zugleich ihr letzter internationaler Auftritt als Skirennläuferin. Danach bestritt sie lediglich noch einige österreichische Meisterschaften.
Nach ihrer aktiven Karriere betrieb Lettner ein Sportartikelgeschäft in Hallein.

## Erfolge

### Weltmeisterschaften
- Cortina d’Ampezzo 1932: 24. Slalom, 26. Kombination[4], 28. Abfahrt[5]
- Innsbruck 1933: 13. Slalom, 13. Kombination[6], 15. Abfahrt[7]
- Mürren 1935: 17. Abfahrt[8], 18. Kombination[9], 20. Slalom[10]

### Österreichische Meisterschaften
- Silber in der Abfahrt (1928)
- Silber im Slalom (1935)
- Silber in der Kombination (1935)
- Bronze in der Abfahrt (1933)
- Bronze im Slalom (1934)
- Bronze in der Kombination (1931, 1934)